# اساسنز كريد كرونيكلز تشينا
اساسنز كريد كرونيكلز تشينا (بالإنجليزية: assassin's creed chronicles china)‏ هي لعبة من نوع اكشن-مغامرات تم تطويرها ونشرها من قبل شركة يوبي سوفت صدرت بتاريخ 2015/4/21 على جهاز بلايستيشن 4، وإكس بوكس ون، والحاسب الشخصيهي جزء من اجزاء ثلاثية اساسنز كريد كرونيكلز.

## بطلة اللعبة
تدور القصة حول شاو جون ( بالانجليزية: shao jun ) هي واحدة من اخوية الاساسنز في الصين تحاول استرجاع الصندوق الذي اخذته من الاساسن الإيطالي إتسيو أوديتوري.